# Zell (Schäftlarn)
Zell ist ein Gemeindeteil von Schäftlarn im oberbayerischen Landkreis München. Das Kirchdorf schließt sich westlich an Ebenhausen an.

## Geschichte
Zell ist erstmals um 1160 bezeugt, ist aber mit Sicherheit weit älter. Wichtigster Grundherr war bis zur Säkularisation 1803 das Kloster Schäftlarn. Der Ort wurde im Zuge der Verwaltungsreformen in Bayern 1818 der politischen Gemeinde Hohenschäftlarn zugeordnet, deren Name im Jahr 1873 amtlich in Schäftlarn geändert wurde.
Von 1921 bis 1935 betrieb der Kinderarzt und Heilpädagoge Erich Benjamin in Zell ein Kindersanatorium für erholungsbedürftige, rekonvaleszente, körperlich kranke und verhaltensgestörte Kinder.

## Sehenswürdigkeiten
→ Liste der Baudenkmäler in Schäftlarn#Zell
- Katholische Filialkirche St. Michael
- Kindersanatorium Zell
- Wehnerbauer

## Friedhof

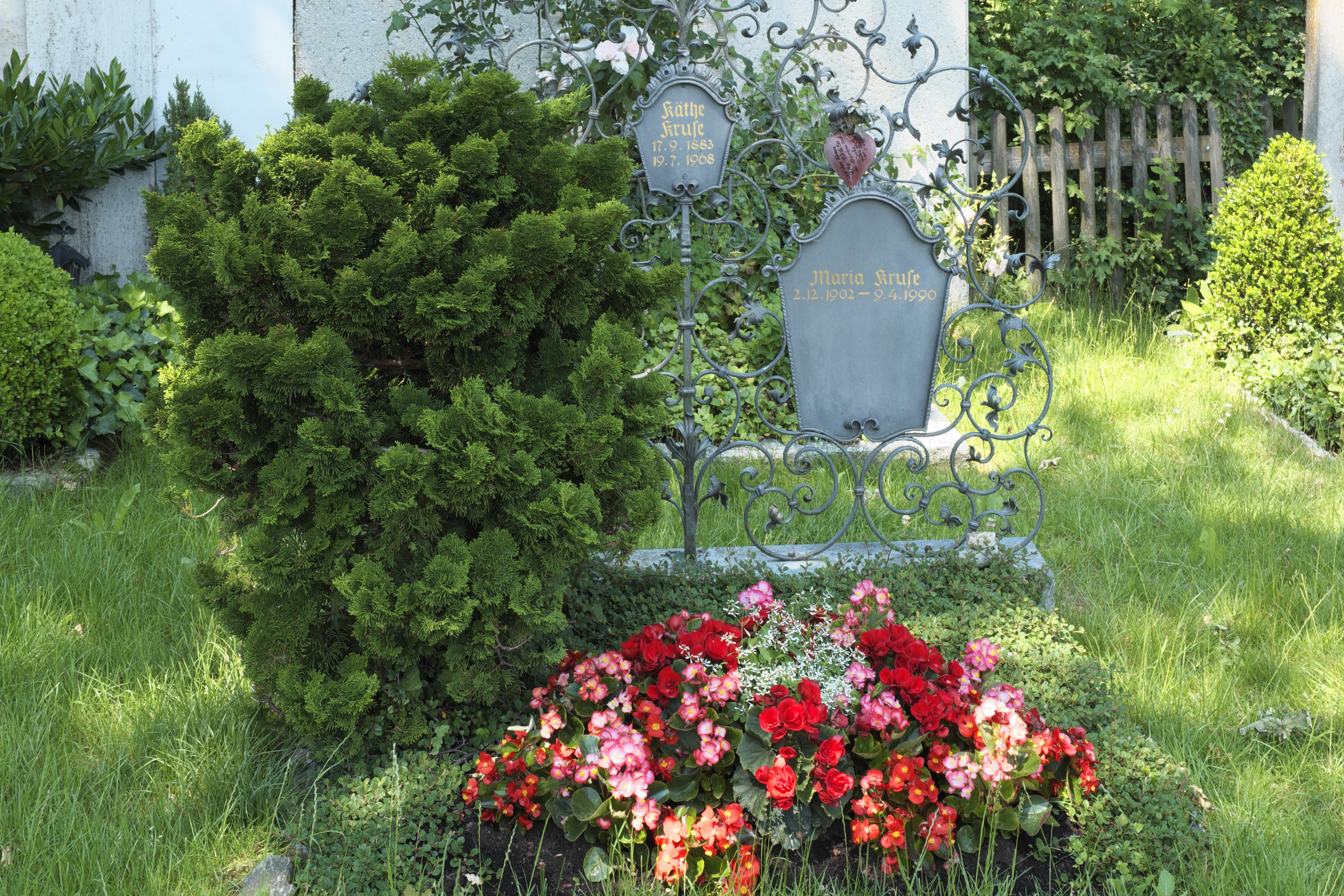
Grab von Käthe Kruse und ihrer ältesten Tochter Maria auf dem Friedhof in Zell

Auf dem Friedhof von Zell sind die Schauspielerin und Puppenmacherin Käthe Kruse, ihre Tochter Maria Kruse, der Schauspieler Karl Lieffen sowie die Schauspielerin Ingeborg Lapsien bestattet.
Seit März 2021 ist auf dem Friedhof eine Gedenktafel für die im Jahr 1919 im Kloster Schäftlarn ermordeten Spartakisten zu finden. Eine erste Erinnerungstafel verschwand mit der Machtergreifung der Nationalsozialisten.